# Dorylaeum
Dorylaeum (gr.veche: Δωρύλαιον; lat.: Dorylaeum) a fost un oraș antic situat în nordul regiunii Frigia din Asia Mică în apropiere de Eskişehir, Turcia. Orașul exista deja în perioada frigilor, dar este atestată  în documentele istorice numai în perioada romană. În timpul Imperiului Roman a fost un centru comercial, iar când aparține de Imperiul Bizantin era o dioceză. După Bătălia de la Manzikert din 1071 este cucerită de turcii selgiucizi. În timpul cruciadelor orașul era deja o ruină; în apropiere cruciații au suferit în anul 1147 o înfrîngere în fața trupelor Sultanatului de Rum. Împăratul bizantin Manuel I Comnen a refăcut zidurile orașului în anul 1175. El a fost însă învins în anul 1176 de turcii selgiucizi în bătălia de la Myriokephalon, iar Dorylaeum este cucerit în 1240 de turci.